# Huévar del Aljarafe
Huévar del Aljarafe ist eine Gemeinde in der Provinz Sevilla in Spanien mit 3.360 Einwohnern (Stand: 2024). Sie liegt in der Comarca El Aljarafe in Andalusien.

## Geografie
Die Gemeinde Huévar del Aljarafe grenzt an Benacazón, Carrión de los Céspedes, Castilleja del Campo, Chucena, Pilas und Sanlúcar la Mayor.

## Geschichte
Es gibt Funde aus der prärömischen und der Römerzeit. Zur Zeit der Römer wurden hier bereits Getreide und Oliven angebaut. Der heutige Name beruht auf einem arabischen Scheich namens Ali-Al-Huevar. Es gibt aus der islamischen Zeit noch Überreste einen arabischen Palast, der von Ferdinand III. zerstört wurde, der über dem Palast eine Kirche bauen ließ. Nach der christlichen Eroberung verlor der Ort seine historische Bedeutung.

## Wirtschaft
Ein Großteil der Wirtschaft ist landwirtschaftlich geprägt, wobei die Hauptanbaukulturen Oliven und Getreide sind.

## Sehenswürdigkeiten
- Kirche Iglesia de la Asunción
- Hacienda de la Motilla